# Ирак на Светском првенству у атлетици на отвореном 2023.
Ирак је учествовао на 19. Светском првенству у атлетици на отвореном 2023. одржаном у Будимпешти од 19. до 27. августа дванаести пут. Репрезентацију Ирака представљао је један такмичар који се такмичио у трци на 100 метара., 
На овом првенству представник Ирака није освојио ниједну медаљу нити је остварио неки резултат.

## Учесници
Мушкарци: 
- Таха Хусеин Јасин — 200 м

## Резултати

### Мушкарци
| Атлетичар         | Дисциплина | Лични рекорд | Квалификације | Квалификације | Полуфинале           | Полуфинале           | Финале               | Финале       | Детаљи |
| Атлетичар         | Дисциплина | Лични рекорд | Резултат      | Место         | Резултат             | Место                | Резултат             | Место        | Детаљи |
| ----------------- | ---------- | ------------ | ------------- | ------------- | -------------------- | -------------------- | -------------------- | ------------ | ------ |
| Таха Хусеин Јасин | 200 м      | 20,89 НР     | 21,01         | 6. у гр. 7    | Није се квалификовао | Није се квалификовао | Није се квалификовао | 43 / 54 (57) |        |